# After Life (televisieserie)
After Life is een Britse zwartkomische dramaserie die bedacht werd door Ricky Gervais, die eveneens de hoofdrol vertolkt. Het eerste seizoen van de serie ging op 8 maart 2019 in première op streamingdienst Netflix.

## Verhaal
Tony is een journalist die voor de lokale krant Tambury Gazette werkt. Sinds zijn echtgenote aan borstkanker overleden is, kampt hij met depressieve en suïcidale gedachten. Hij stond ooit op het punt zelfdoding te plegen, maar besloot het uiteindelijk niet te doen omdat zijn hond honger had. Sindsdien beschouwt hij zijn situatie als een soort superkracht; hij kan zeggen en doen waar hij zin in heeft, want hij heeft toch lak aan het leven.

## Rolverdeling
| Acteur          | Personage         |
| --------------- | ----------------- |
| Ricky Gervais   | Tony              |
| Tom Basden      | Matt              |
| Tony Way        | Lenny             |
| Diane Morgan    | Kath              |
| Mandeep Dhillon | Sandy             |
| Ashley Jensen   | Emma              |
| Tim Plester     | Julian Kane       |
| David Bradley   | Tony's vader      |
| Kerry Godliman  | Lisa              |
| Paul Kaye       | Tony's psychiater |
| Penelope Wilton | Anne              |

## Afleveringen
Het eerste seizoen ging op 8 maart 2019 in première op Netflix. Alle zes afleveringen van het eerste seizoen werden geschreven en geregisseerd door Ricky Gervais. In april 2019 kondigde Netflix ook een tweede seizoen van zes afleveringen aan. Op 14 januari 2022 is het derde seizoen in première gegaan.